# Remembrance poppy

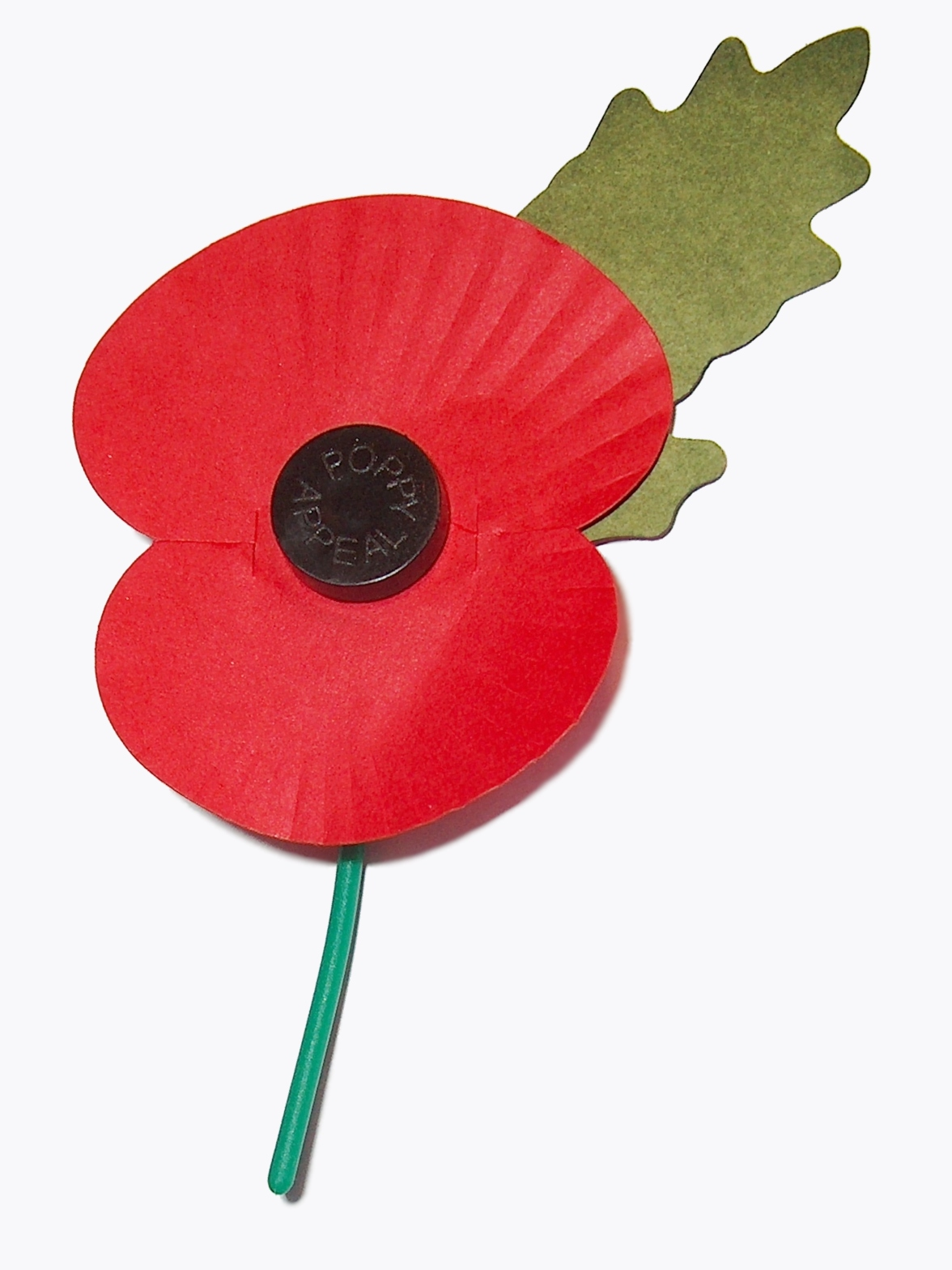
Een klaproos van The Royal British Legion

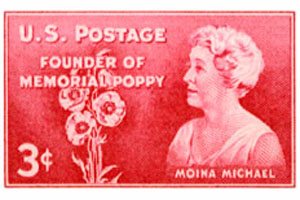
Moina Michael, initiatiefneemster voor de Herdenkingsklaprozen

De remembrance poppy (Herdenkingsklaproos) is het symbool dat in de Angelsaksische wereld wordt gebruikt als een eerbewijs aan de gevallenen in – aanvankelijk alleen – de Eerste Wereldoorlog en aan de omgekomen leden van het Brits Gemenebest in alle andere gewapende conflicten sindsdien.
Het symbool, de zogenoemde grote klaproos (papaver rhoeas), gaat terug tot het gedicht In Flanders Fields van de Canadese arts, militair en dichter John McCrae, waarin de bloeiende klaprozen (In Flanders fields the poppies blow) in contrast staan met de talloze grafstenen waartussen deze onschuldige bloemen bloeien.
Het idee om de klaproos symbool te maken voor de slachtoffers van de Grote Oorlog ontstond in de Verenigde Staten, waar hoogleraar, dichteres en humaniste Moina Michael het gedicht We Shall Keep the Faith schreef, waarin de klaproos evenzeer als in het gedicht van McCrae een rol speelt, maar dan niet als stille en schone getuige van dood en vernietiging, maar als teken van hoop voor de toekomst.
In deze zin werd de klaproos al snel na de Eerste Wereldoorlog geadopteerd door The Royal British Legion, een liefdadigheidsinstelling voor Britse veteranen. Deze organisatie begon al vroeg – kunststoffen – klaprozen te verkopen. Met de opbrengsten uit de verkoop kon het legioen de veteranen ondersteunen, terwijl de kopers de klaproos op hun revers konden dragen als teken van solidariteit met hen die tijdens de oorlog gewond waren geraakt en met de nabestaanden van hen die vielen. In de maand voorafgaand aan Remembrance Day ziet men op de Britse televisie menigeen met een op de borst gespelde klaproos.

## Andere symbolen
In andere landen staan onder meer de korenbloem symbool (Frankrijk), het vergeet-mij-nietje (Duitsland), in België ook het madeliefje. In 2023 werden daarom in de Westhoek 50.000 paarse sieruien (allium, een paarse variëteit) geplant en uitgedeeld, als een neutrale, overkoepelende herdenkingsbloem.